# SN 2004gu
SN 2004gu – supernowa typu Ia odkryta 13 grudnia 2004 roku w galaktyce FGC 175A. W momencie odkrycia miała maksymalną jasność 17,50m.